# Bernhard Lichtenberg
Bernhard Lichtenberg foi um padre católico alemão, oposicionista ao regime nazi. É uma das pessoas agraciadas com o título de Justo entre as nações no memorial de Yad Vashem. Foi beatificado em 1996, em conjunto com Karl Leisner.

## Biografia
Estuda teologia católica de 1895 a 1898 em Innsbruck, e depois em Breslau (Wrocław), onde é ordenado sacerdote em 1899. Entre 1913 e 1930 é cura da paróquia do Sagrado Coração em Berlin-Charlottenburg. No decorrer da Primeira Guerra Mundial foi mobilizado num regimento, recebendo uma medalha da Cruz Vermelha. Foi eleito para o parlamento de Charlottenburg pelo Partido Católico, o Zentrum. Em 1931, o seu superior em Berlim chama-o para o capítulo da catedral.
Em 1931, Lichtenberg apela publicamente às pessoas para que vejam o filme A Oeste Nada de Novo: esse filme foi baseado no romance homónimo de Erich Maria Remarque, proibido pelo «Film-Oberprüfstelle», o comité de censura cinematográfica da época. Joseph Goebbels, futuro ministro da propaganda nazi, lançou uma campanha de intimidação contra Lichtenberg. Em 1933, depois da tomada do poder pelos nazis, a casa de Lichtenberg foi revistada pela Gestapo. Em 1935, sabendo o que eram os campos de concentração, protestou numa carta dirigida a Hermann Göring.
Em 1931 foi designado para servir como reitor da Catedral de Santa Edwiges (a Catedral de Berlim) e era ativo do Partido do Centro Alemão. Quando os nazistas começaram a sua ascensão nos anos de 1930 transformou-se num crítico contra a perseguição aos judeus.
Fez da Catedral de Berlim a sua base de combate aos nazistas com o que lhe valeu a antipatia de Joseph Goebbels, que era o líder do partido em Berlim naquele tempo e futuro ministro da propaganda de Hitler. Lichtenberg falava claramente a favor dos judeus e manteve-se assim apesar das constantes ameaças e "avisos" dos nazistas.
Em 1935 - quando as atrocidades praticadas no campo de concentração de Esterwegen tornaram-se conhecidas, foi pessoalmente à chefia da Gestapo apresentar uma nota de protesto. Na manhã seguinte à noite dos cristais a polícia cercou a catedral para intimidá-lo, onde, entretanto celebrou missa em favor do judeus.
Em novembro de 1938, Bernhard Lichtenberg assistiu aos primeiros pogroms (violência contra os judeus). Numa tarde, declarou, num sermão na catedral de Santa Edviges de Berlim:
| “ | Lá fora, a sinagoga arde e é uma casa de Deus. | ” |
|   | — Bernhard Lichtenberg.                        |   |

Decide igualmente rezar publicamente cada tarde durante o ofício de vésperas "para os cristãos não-arianos perseguidos, e pelos judeus". Estende depois a oração pelos detidos nos campos de concentração.
Em 23 de outubro de 1941, foi preso pelas SS, sendo torturado. Em setembro de 1943, recebeu na cadeia a visita do seu superior, Monsenhor Konrad von Preysing, que lhe trouxe uma mensagem pessoal do Papa Pio XII. Em 1943, foi deportado para o campo de concentração de Dachau. Mas, doente do coração, morre durante a transferência em 5 de novembro de 1943, em condições não esclarecidas. O seu corpo foi transportado em 16 de novembro para a igreja de São Sebastião e depois transferido em 1965 para a cripta da catedral de Santa Edviges.

## Beatificação
Em 23 de junho de 1996, no Estádio Olímpico de Berlim, o Papa João Paulo II beatificou Bernhard Lichtenberg, em conjunto com Karl Leisner, jovem sacerdote que fora ordenado clandestinamente no campo de concentração de Dachau por Gabriel Piguet, bispo de Clermont-Ferrand, também detido.